# Molí de Dalt (Xerta)
El Molí de Dalt és un edifici del municipi de Xerta (Baix Ebre) protegida com a bé cultural d'interès local.

## Descripció
Es tracta d'un edifici de planta quadrada amb coberta a dues aigües de teula àrab. La façana és de maçoneria. Té planta baixa i dos pisos; l'entrada es fa per una porta de llinda amb brancals de pedra. La llinda és una biga de fusta on hi ha gravada la data de 1600. Davant de la casa hi ha una estructura metàl·lica a manera de porxo que serveix per sostenir la parra. A sota hi ha un mosaic de rajoles policromades amb la imatge de Sant Martí, patró dels moliners i també de la población de Xerta. Al segon pis destaca el gran nombre d'obertures rectangulars, disposades de forma regular. A l'interior es conserven restes d'una volta de mig punt força tosca.
Prop del molí hi ha una bassa d'aigua datada en època medieval. Aquesta bassa ha estat reparada als anys vuitanta del segle xx.

## Història
Al dintell de fusta del portal hi ha gravada la data "1600". Aquest molí és posterior al "de Baix".